# Ilám tartomány

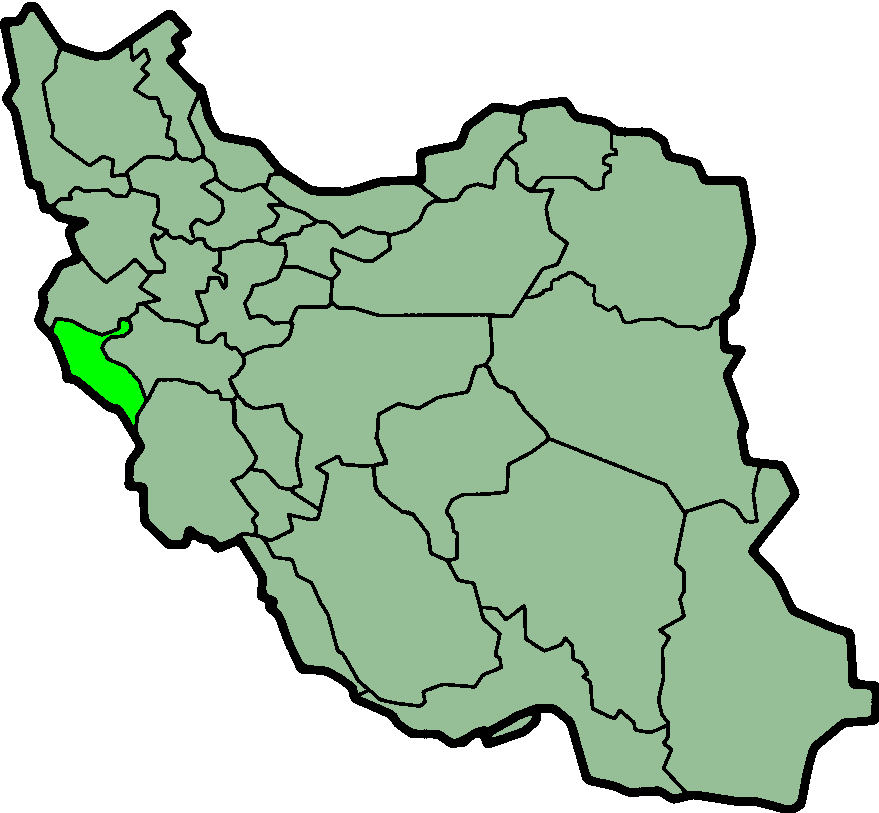
Ilám tartomány elhelyezkedése Iránban

Ilám tartomány (perzsául استان ایلام [Ostân-e Ilâm]) Irán 31 tartományának egyike az ország nyugati részén. Északon Kermánsáh, keleten Loresztán, délkeleten Huzesztán, nyugaton pedig Irak határolja. Székhelye Ilám városa. Területe 20 133 km², lakossága 530 464 fő.

## Népesség
A tartomány népessége az alábbiak szerint alakult:
| Lakosok száma | 545 787 | 557 599 | 580 158 |
|               | 2006    | 2011    | 2016    |

## Közigazgatási beosztás
Ilám tartomány 2021 novemberi állás szerint 12 megyére (sahrasztán) oszlik. Ezek: Ábdánán, Daresahr, Dehlorán, Ejván, Ilám, Maleksáhi, Mehrán, Csardávol, Badre, Csovár, Holejlán, Szirván.

## Fordítás
- Ez a szócikk részben vagy egészben  a(z)   استان‌های ایران című perzsa Wikipédia-szócikk ezen változatának fordításán alapul.  Az eredeti cikk szerkesztőit annak laptörténete sorolja fel. Ez a jelzés csupán a megfogalmazás eredetét és a szerzői jogokat jelzi, nem szolgál a cikkben szereplő információk forrásmegjelöléseként.